# 廖未林
廖未林（1922年—2011年），湖南岳陽人，畫家、漫畫家、平面設計師，以替中華郵政郵票繪圖及設計臺灣文學書籍封面聞名。

## 生平

### 早年生活
1922年，廖未林生於湖南岳陽。自幼年時期，便熱衷繪畫，但受母親以會作乞丐而反對。十四歲時，父親過世而家道中落，驅策他以繪畫維繫生計的打算，抗戰初期便開始投稿漫畫。
當抗日漫畫宣傳隊至桂林宣傳時，廖未林加入該隊，參與話劇演出，並認識了巴金。1942年，廖未林考入國立藝專後，一邊在巴金主持的文化生活出版社重慶分社擔任布置櫥窗兼畫封面設計，以賺取學雜費與伙食。由於巴金經常收購國外書籍，以作為國內出版書刊設計參考，廖未林在1942到1944年重慶期間也吸收了這方面的知識。抗戰勝利，廖未林隨著回到杭州西湖就讀直到1947年。

### 在臺創作
1949年，廖未林從上海經廈門從輾轉到臺灣，在台北照相館擔任替黑白照片塗色的工作，習得了配色技巧。他還在壁紙公司工作過，也兼差作新娘化粧師。
廖未林自1951年獲得郵政總局舉行的地方自治紀念主題郵票設計第一名後，開始設計中華郵政郵票，直至1971年為止，共繪製二十餘套主題郵票。譬如1970年7月10日發行的取自二十四孝的中國民間故事主題郵票，便有廖未林所繪。以郵政總局副局長退休的晏星表示，曾試圖網羅席德進、廖未林、林元真等人來提升設計水準，但藝術家往往不願屈就評議委員的想法。
1950年代初，廖未林與藝專同窗們合夥在台北臨沂街買下一棟日式宿舍，與席德進等以替照片著色、海報設計、郵票圖案、肖像畫為生，他們等曾為台北永生工藝社和與中國陶器公司進行花瓶陶瓷的古典人物山水繪畫，成了推動戰後臺灣陶瓷設計的先驅者。廖未林也和林健成合作過，一起為李翰祥執導的電影《西施》製作蠟像。
廖未林除在《中央日報》週六兒童週刊版連載四格漫畫《小雀斑》作品外，1960年代在南海路美國在台新聞處替第七艦隊海軍通訊中心情報機構繪製空投漫畫，可接觸《民族畫報》、《中國解放軍畫報》作為設計參考。他自道喜歡創新翻新，看不起他人說「師承」某人、「上追」某代，說自己不屬於任何畫會畫派，也不受工具材料的限制。
廖未林在臺灣重逢了重慶認識的大業書店創辦人陳暉，進而替此出版社繪畫封面，如《心鎖》、《七孔笛》等文學小說。在陳暉的牽引，廖未林開始為台灣文學書籍設計封面。1950年代至1970年代間，是廖未林設計書封的黃金時期。研究台灣舊書封面、著有《裝幀時代》的李志銘說明，當時的書封成為畫家實驗的畫布，嘗試各種新的藝術。李志銘舉廖未林代表性作品便有以橘紅色調施以縱橫切線的金杏枝小說《沸點》封面、結合古代風俗畫與現代抽象的朱介凡小說《擺江》封面、實體轉成幾何圖的張漱菡小說《七孔笛》封面、質感原始樸拙的《十年詩選》封面等。廖未林自認設計最好的封面是1958年紅藍出版社版的《藍與黑》封面。此版以日文漢字「与」代替「與」，背景以簡單的藍白黑色塊襯托下，構成非對稱平衡。還有書商會擅自他盜印作品作封面，如大林書局版的白先勇《謫仙記》。
據瓊瑤回憶，她在書寫小說《幾度夕陽紅》時，因對抗戰時的重慶陌生，藉由廖未林口述與繪圖說明，才得以能寫完。透過此機會，皇冠出版社日後連載瓊瑤小說《湮滅的傳奇——石榴花》、《幾度夕陽紅》、《紫貝殼》等單行本封面、插畫咸交付廖未林繪製。作為電影迷的廖未林還把泰隆·鲍华、瑪琳·黛德麗、奧森·威爾斯與瓊·芳登等明星作書籍封面裡的人物原型。廖未林等的繪畫作品也常出現在1960和1970年代臺灣主流的瓊瑤電影，因該類會以藝術作品來展現文藝青年的活動。
1965年，紐約世界博覽會，廖未林擔任中國館內部設計師。
1971年，廖未林獲頒年度裝飾美術金爵獎，同年和何肇衢、金哲夫、陳庭詩、季康等人在台北凌雲畫廊舉行聯展，次年又在同一地點舉辦個展。

### 遠赴美國
1973年，廖未林為子女們的教育，搬到美國紐約定居，於一家紡織印染公司任職，10月取得居留權。1980年代，施鐵民將《藍與黑》翻譯為英文版時，其封面也是在紐約居住的廖未林翻譯。
1992年，廖未林退休，因氣喘病而移居洛杉磯。2006年，他獨自返回臺灣，入住林口長庚養生文化村，雖身體不佳依然在作畫。
2009年5月，藉由法官吳昆仁、長庚技術學院校長樓迎統、長庚大學藝文中心主任韓學宏、陶藝後援會長洪一倉幫忙，已要靠戴呼吸器維生的廖未林在長庚大學舉行了人生最後一次的畫展。2020年出版的《台灣百年暨百人視覺設計》將廖未林代表創作、事蹟收錄其中，亦記錄他於2011年去世。

## 外部連結
- 國立歷史博物館典藏廖未林作品 （页面存档备份，存于）

- 設計藝術家廖未林88回顧展 （页面存档备份，存于）